# Doctor Zhivago
El doctor Zhivago (también El doctor Jivago o El doctor Yivago) (ruso: До́ктор Жива́го, Dóktor Zhivago) es una novela de Borís Pasternak, publicada en 1957 en Italia y en 1988 en la URSS. Su autor fue galardonado con el Premio Nobel de Literatura en 1958; sin embargo, Pasternak se vio obligado a rechazarlo debido a las presiones del gobierno soviético.
La palabra zhivago tiene la misma raíz que el término ruso para 'vida' (жизнь, zhizn), precisamente uno de los temas más importantes del libro. Más profundamente, la novela muestra el sufrimiento de un hombre cuando la vida que siempre ha conocido es transformada por fuerzas que están más allá de su control.
El libro fue adaptado al cine en 1965, en una película dirigida por David Lean. También ha sido adaptado varias veces para televisión.

## Argumento
La novela toma el nombre de su protagonista, Yuri Andréyevich Zhivago, un joven médico y poeta, huérfano de padre y madre. Comienza con la muerte de su madre, María Nikoláyevna, y describiendo la niñez y adolescencia de Yuri Zhivago y Larisa Fiódorovna Guichard (Lara) en la ciudad de Moscú. Allí, Yuri estudiará Medicina, trabajará como médico y contraerá matrimonio con Antonina Aleksándrovna Gromeko (Tonia), con quien tiene un hijo y de cuyo lado debe apartarse tras ser asignado como médico militar en el frente durante la Primera Guerra Mundial. 
Después de trabajar en diferentes sitios durante la campaña , es enviado a Meliuzéyev, un antiguo hotel convertido en hospital, donde coincide con la enfermera Larisa Antípova (Lara), de quien se enamora. Larisa, casada con Pável Pávlovich Antípov (Pasha), se había alistado como enfermera para encontrar a su marido, que se había alistado como voluntario y desaparecido. Tras dos años buscándolo, vuelve para hacerse cargo de su hija.
Yuri regresa con Tonia y sus hijos; pero, con la Revolución rusa y la guerra civil, hay escasez de alimentos y madera para sobrevivir. Así, viajan al campo con la intención de vivir de lo que produzcan, con la ayuda de unos antiguos conocidos de la familia de Tonia.
En uno de los viajes del doctor a la ciudad cercana de Yuriatin, reconoce a Lara y entabla una relación con ella. Cuando estaba decidido a confesarle a su esposa el amor por Larisa, Yuri es detenido por una patrulla de partisanos. Trabaja para ellos un tiempo como médico, hasta que se escapa y vuelve. Como su familia ha regresado a Moscú y él, proscrito, no puede, Yuri acude a Lara, con quien continúa su relación. Temiendo que los vayan a apresar, se van al campo hasta que se calmen los ánimos. Para que Lara esté a salvo, Yuri la engaña haciéndola creer que va a aceptar la oferta del abogado Víktor Komarovski de ir al Extremo Oriente ruso con ellos. Sin embargo, Yuri se queda en la finca, donde recibe la visita del que fuera marido de Lara, Pável Antípov-Strélnikov. A continuación, Yuri decide ir a Moscú en busca de su familia.
Cuando por fin puede volver a la nueva capital, se encuentra con la sorpresa de que su familia se ha exiliado a Francia. Desde París, Tonia —su esposa— busca la forma de reencontrarse con su marido. Mientras tanto, empieza a convivir con Marina Markélovna, con la que tiene varios hijos. Finalmente, Yuri muere a causa de una crisis cardíaca en medio de un calor sofocante de un tranvía, en el Moscú del año 1929. 
Los acontecimientos se desarrollan con el telón de fondo del frente de batalla de la Primera Guerra Mundial, las revoluciones rusas de 1917 y la posterior guerra civil de 1918-1921. Gran parte de la trama es absorbida por el idealismo y misticismo del doctor y poeta Yuri Zhivago, que entremezcla fantasía y realidad.
El último capítulo de la novela lo constituyen veinticinco bellísimos poemas, cuya autoría Pasternak atribuye al protagonista de la novela. Con una extraordinaria fidelidad y brillantez, Vicente Gaos vertería al español una selección de estos poemas en 1959.

## Escritura y publicación
Aunque la novela contiene pasajes que fueron esbozados en las décadas de 1910 y 1920, el escritor empezó a redactar la versión definitiva en 1945. Pasternak completó la escritura de Doctor Zhivago recién en diciembre de 1955, incorporando a la historia del protagonista diversas vivencias correspondientes a la Primera Guerra Mundial, la Revolución bolchevique y la guerra civil rusa. En abril de 1954, la revista Znamya había publicado diez poemas de la novela en que estaba trabajando Pasternak. A principios de 1956, el escritor envió el manuscrito a las revistas Novy Mir y Znamya, al almanaque Literatúrnaya Moskvá y luego a la editorial Goslitizdat.
Deseando ver publicada su obra, Pasternak entrega en mayo de 1956, en su dacha de Peredélkino, un ejemplar del manuscrito de la novela al corresponsal italiano de Radio Moscú y miembro del Partido Comunista Italiano (PCI), Sergio d'Angelo, a petición del editor Giangiacomo Feltrinelli, miembro asimismo del PCI. En septiembre, Novy Mir y, en octubre, Literatúrnaya Moskvá rechazan la novela. Pasternak pide a Feltrinelli que se abstenga de publicarla mientras no cuente con una respuesta definitiva de Goslitizdat. La editorial soviética presionaba a Pasternak para que este exigiera a Feltrinelli la devolución de su copia del manuscrito, con el fin de poder introducir ciertas «correcciones» en el texto.
El 23 de noviembre de 1957, Feltrinelli publicó en Milán la traducción de la novela al italiano, temiendo que se le adelantara la edición en francés que estaba preparando Éditions Gallimard. Al año siguiente, la novela apareció en ruso, francés e inglés, siendo a continuación traducida a un total de dieciocho lenguas diferentes. El éxito internacional de esta novela fue en gran medida la razón por la que su autor obtuviese el Premio Nobel de Literatura de 1958, que fue forzado a rechazar. Esa sería la séptima ocasión en que Pasternak era propuesto para el premio. Desde 1946, el Comité del Premio Nobel de Literatura había debatido la candidatura de Pasternak hasta seis veces. La novela no pudo ser publicada en la patria del escritor y en su idioma natal hasta 1988, al calor de la perestroika. Curiosamente, la misma revista, Novy Mir, que la había rechazado hacía más de treinta años publicó la novela, bajo una suscripción millonaria, en sus entregas de enero-abril de 1988. Actualmente, la novela se estudia en el bachillerato en Rusia.

## Censura política
La revista Novy Mir, donde el autor envió la obra a publicar, la rechazó debido a que el doctor Zhivago estaba más interesado por el bienestar de los individuos que por el de la sociedad (un tópico soviético). Además los censores interpretaron que en determinados pasajes subyacían puntos de vista antibolcheviques, en cuanto que Yuri Zhivago expresa su escepticismo ante la promesa del régimen soviético de construir «un hombre nuevo», tras las atrocidades cometidas por ambos bandos que el protagonista observa a lo largo de la guerra civil.
El entonces primer secretario del Partido Comunista de la Unión Soviética, Nikita Jrushchov, ordenó un ataque feroz al autor sin haber leído la obra. El diario Pravda describió la novela como un «trabajo comercial reaccionario de baja calidad». El autor fue expulsado de la Unión de Escritores Soviéticos, quienes tampoco la habían leído, con excepción de los redactores de las revistas citadas y algunos amigos del poeta que reunía en su casa para leerles la novela en primicia. Para empeorar las cosas —desde la perspectiva de Jrushchov—, Pasternak fue galardonado con el Premio Nobel de Literatura en 1958 , que rechazó, debido a una gran presión política. Asimismo, el editor Feltrinelli fue expulsado del PCI.
Tras su caída del poder en octubre de 1964, Jrushchov obtuvo una copia de la novela y la leyó —pues antes había leído sólo fragmentos escogidos de manera sesgada por sus asesores—. Una vez terminada, señaló: «No deberíamos haberla prohibido. Tendría que haberla leído. No hay nada antisoviético en ella». Posteriormente, declaró en sus memorias que estuvo a punto de permitir su publicación y que lamentaba no haberlo hecho.

## Traducciones al español
- El doctor Zhivago. Editorial Minerva, Montevideo, 1958. Traducción de Vicente Oliva.
- El doctor Jivago. Noguer, Barcelona, 1959. Traducción de Fernando Gutiérrez.
- El doctor Zhivago. Cátedra, Madrid, 1991. ISBN: 9788437610405
- El doctor Zhivago. Círculo de Lectores, Barcelona, 1995. Prólogo de Mario Vargas Llosa, semblanza biográfica de Elena Vidal, traducción de Fernando Gutiérrez. ISBN: 8422649640
- El doctor Zhivago. Galaxia Gutenberg/Círculo de Lectores. Barcelona, 2010. Traducción del ruso: Marta Rebón. ISBN 978-84-8109-829-7